# 汾西矿业
汾西矿务局是山西省大型国有煤炭生产企业。总部驻山西省介休市裕华路95号。

## 历史
汾西矿务局前身是富家滩煤矿，早在1877年 (清光绪三年)就开始开采。1948年5月16日晋中战役中，富家滩煤矿随灵石地区解放。第一个五年计划的建设高潮之中，根据煤炭工业部太原管理局人字(55)1268号命令和山西省工业厅(55)工煤字354号通知，由山西省工业厅直属的年产量达到百万吨的地方国营富家滩煤矿和煤炭工业部直属的国营义棠煤矿筹备处（即正在建设中的两渡煤矿），于1956年1月1日合并成立了山西省第四家由煤炭工业部（太原管理局）直属的矿务局——汾西矿务局，驻灵石县富家滩镇，下属9个直属单位：
- 富家滩煤矿（水平坑）1978年1月1日经煤炭部批准，富家滩煤矿正式撤销。
- 南关煤矿(南关坑)
- 张家庄煤矿（张家庄坑）
- 两渡煤矿筹备处
  - 河溪沟竖井
- 南关发电厂
- 修理厂
- 介休洗煤厂筹备处
- 工干校
- 职工医院
- 汾西工程公司：1956年9月25日由汾西矿务局工程处和两渡建井工程处合并设立。

。下属有富家滩煤矿、南关煤矿、张家庄煤矿、两渡煤矿筹备处，发电厂、修理厂、介休洗煤厂筹备处、工干校和职工医院等九个直属单位。
- 局机关
  - 代理局长：董子俭（第一副局长）
  - 副局长：王肇基、姚希崇，晋克功
  - 干部科、教育科、总务科、生产科、机电科、技术科、保卫科、劳资科（张岗极）、办公室、化验室、基建处等15个职能科室。
  - 局党委常委：赵廷芳、赵存真、王武祥、阎大信、董子俭、王肇基、姚希崇、聂振贤等8人.赵廷芳任党委第一书记，第二书记赵存真。
  - 党委设办公室、组织部、宣传部和监察委员会
  - 中国煤矿工会汾西矿区委员会：隶属中国煤矿工会山西省工作委员会和山西省总工会榆次办事处双重领导。矿区工会主席阎大信。设有办公室、组织部、宣传部、劳保部、生产工资部、女工部、体育协会，下属8个分会。

全局共有职工4903人，其中干部1144人，工人3560。共有党员505人，其中有干部党员197人，工人党员308人。全年设计原煤产量104万吨。
1957年，汾西矿务局要在孝义县西部发展，组建成立了汾孝煤矿筹备处。介休城既能联系孝西，又可联系灵石，局党委决定矿务局机关由灵石县富家滩迁入介休县西关。1957年9月23日汾西矿务局在介休县西关新址正式开始办公。
2000年8月经山西省人民政府批准，改制为国有独资汾西矿业集团公司。2001年10月加入山西焦煤集团公司。改称山西焦煤汾西矿业(集团)有限责任公司(简称“汾西矿业”)。